# Terneuzen
Terneuzen  è una municipalità dei Paesi Bassi di 54 892 abitanti situata nella provincia della Zelanda.
Il territorio della municipalità si trova nella regione non amministrativa delle Fiandre zelandesi (Zeeuws-Vlaanderen).

## Geografia antropica

### Località
| Terneuzen    | 23.930 |
| Axel         | 7.450  |
| Sas van Gent | 3.860  |
| Hoek         | 2.520  |
| Sluiskil     | 2.410  |
| Zaamslag     | 2.080  |
| Westdorpe    | 2.030  |
| Koewacht     | 1.940  |
| Philippine   | 1.940  |

| Biervliet      | 1.310 |
| Zuiddorpe      | 820   |
| Spui           | 240   |
| Zandstraat     | 240   |
| Overslag       | 160   |
| Reuzenhoek *   | 150   |
| Zaamslagveer * | 120   |
| Driewegen *    | 80    |

* Non sono località amministrative